# Cừu Arabi
Cừu Arabi là một giống cừu lai nội địa của khu vực phia tây nam Iran, phia nam Iraq và phía đông bắc của bán đảo Ả rập. Ngoài mục đích chính là lấy thịt ra thì chúng còn được nuôi để lấy lông.